# 2Entertain
2Entertain är ett företag i underhållningsbranschen, som sätter upp teater, musikaler, shower och andra artistevenemang. 2Entertain är en av huvuddelarna av evenemangskoncernen Moment Group, som är noterad på Nasdaq Stockholm.
Företaget grundades som ett litet lokalt bolag 1987 i Falkenberg under namnet Produktionsbolaget i Halland, som i början på 1990-talet byttes till Nöjespatrullen, med Bosse och Janne Andersson tillsammans med komikerduon Stefan & Krister som grundare och företagets största aktieägare.
Företaget äger och driver Oscarsteatern, Intima Teatern, China Teatern och Hamburger Börs i Stockholm, Lorensbergsteatern i Göteborg samt Vallarnas friluftsteater i Falkenberg. Företaget driver även biljettportalen Showtic. Tidigare har 2Entertain också drivit Rondo och Lisebergsteatern i Göteborg, men de drivs sedan vintern 2022/23 internt av Liseberg.  
Företaget har cirka 30 fastanställda och cirka 500 projektanställda med huvudkontor i Falkenberg och övriga kontor är belägna i Stockholm, Göteborg och Oslo.